# Misje dyplomatyczne na Ukrainie
Misje dyplomatyczne na Ukrainie – obecne przedstawicielstwa dyplomatyczne na Ukrainie. Stan na maj 2022. Lista pomija ambasadorów wizytujących i konsulów honorowych.

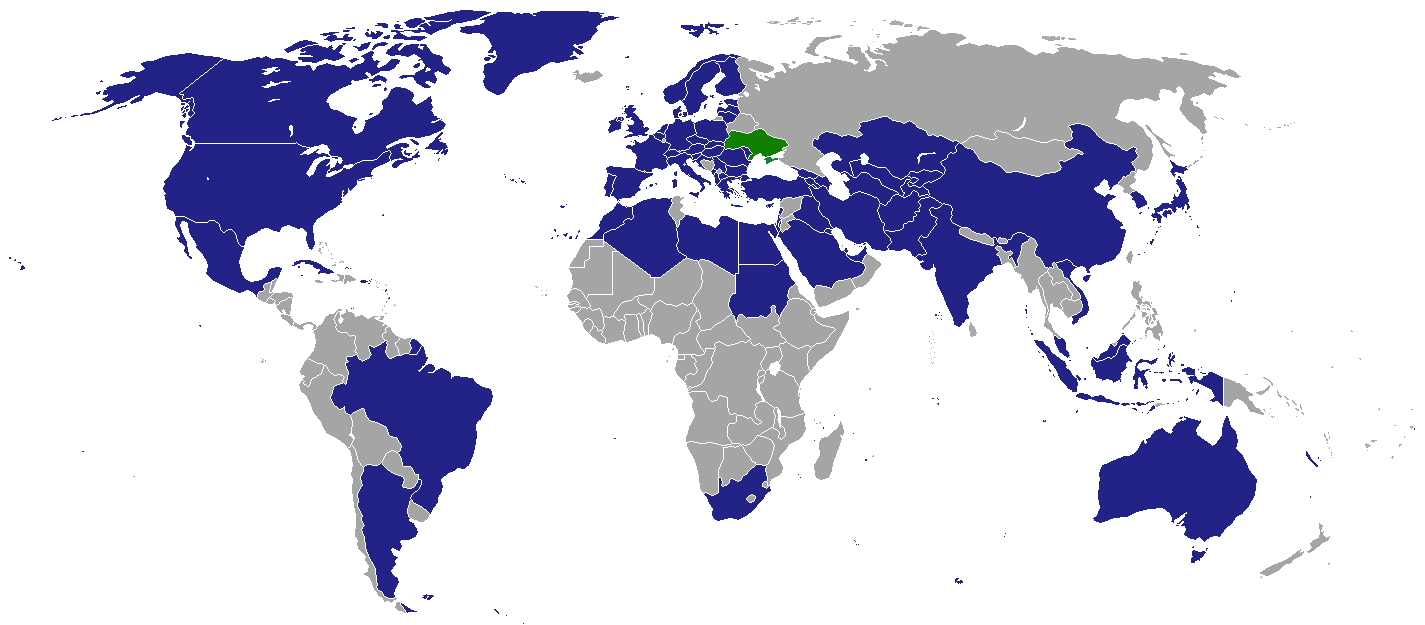
Ukraina
Pastwa, które mają swoje przedstawicielstwa dyplomatyczne na Ukrainie

     Ukraina
     Pastwa, które mają swoje przedstawicielstwa dyplomatyczne na Ukrainie

## Misje dyplomatyczne na Ukrainie
Wszystkie przedstawicielstwa mają swoją siedzibę w Kijowie. Z powodu trwającej inwazji Rosji na Ukrainę część placówek zawiesiła działalność lub przeniosła swoich dyplomatów do miast na zachodzie Ukrainy lub w innych państwach. Część dyplomatów powróciła już do Kijowa. W maju 2022 działalność wznowiło ponad 30 ambasad.
| - Austria - Białoruś - Belgia - Bułgaria - Chorwacja - Cypr - Czarnogóra - Czechy - Dania - Estonia - Finlandia - Francja - Grecja - Hiszpania - Holandia - Irlandia - Litwa - Łotwa - Macedonia Północna - Mołdawia - Niemcy - Norwegia - Polska - Portugalia - Rosja - Rumunia - Serbia - Słowacja - Słowenia - Stolica Apostolska - Szwajcaria - Szwecja - Węgry - Wielka Brytania - Włochy | - Afganistan - Arabia Saudyjska - Armenia - Azerbejdżan - Chiny - Gruzja - Indie - Indonezja - Irak - Iran - Izrael - Japonia - Katar - Kazachstan - Kirgistan - Korea Południowa - Kuwejt - Liban - Malezja - Pakistan - Palestyna - Tadżykistan - Turcja - Turkmenistan - Uzbekistan - Wietnam - Zjednoczone Emiraty Arabskie - Australia | - Algieria - Egipt - Libia - Maroko - Nigeria - Południowa Afryka - Sudan | - Argentyna - Brazylia - Kanada - Kuba - Meksyk - Stany Zjednoczone - Zakon Maltański |

## Misje dyplomatyczne przy innych państwach z dodatkową akredytacją na Ukrainie
W nawiasach podano miasto, w którym rezyduje dany przedstawiciel. Najwięcej ambasadorów mających siedzibę w innych stolicach z dodatkową akredytacją na Ukrainie rezyduje w Warszawie (10). Rezydują oni także w Berlinie (4), Ankarze i Moskwie (po 2) oraz w Helsinkach i Pradze (po 1).
| - Albania (Warszawa) - Islandia (Warszawa) - Luksemburg (Praga) | - Bangladesz (Warszawa) - Filipiny (Warszawa) - Jemen (Warszawa) - Jordania (Ankara) - Mongolia (Warszawa) - Sri Lanka (Ankara) - Tajlandia (Warszawa) - Nowa Zelandia (Warszawa) | - Angola (Moskwa) - Kamerun (Moskwa) - Mauretania (Berlin) - Rwanda (Berlin) - Togo (Berlin) | - Chile (Warszawa) - Kolumbia (Warszawa) - Peru (Warszawa) - Gwatemala (Berlin) |

## Misje konsularne na Ukrainie
uwzględniono jedynie konsulaty zawodowe
| tylko konsulaty generalne - Polska - Rosja | Donieck Konsulaty generalne Niemcy (z tymczasową siedzibą w Dnieprze ) Konsulaty Gruzja (z tymczasową siedzibą w Kijowie) | tylko konsulaty generalne - Czechy - Polska - Rosja | Odessa Konsulaty generalne Chiny Estonia Bułgaria Grecja Polska Rosja [ b ] Rumunia Turcja Konsulaty Gruzja Mołdawia | tylko konsulaty generalne - Słowacja - Węgry |

### Inne miasta
| - Konsulat Generalny Rumunii w Czerniowcach (Czerniowce) - Konsulat Generalny Polski w Łucku (Łuck) - Konsulat Generalny Grecji w Mariupolu (Mariupol) - Konsulat Generalny Polski w Winnicy (Winnica) | - Konsulat Węgier w Berehowym (Berehowo) - Konsulat Rumunii w Sołotwynie (Sołotwyno) |

### Zamknięte misje konsularne
Misje konsularne zamknięte z powodu znalezienia się ich siedzib na terenach niekontrolowanych przez rząd Ukrainy, będących pod okupacją rosyjską lub pod władzą separatystycznych republik (w nawiasach rok ich zamknięcia):
- Konsulat Generalny Czech w Doniecku (2014)[9]
- Konsulat Generalny Polski w Doniecku (2014)[10]
- Konsulat Generalny Polski w Sewastopolu (2015)[10]